# Букволтер, Гарри
Гарри Бакуолтер (англ. Harry H. Buckwalter; 1867—1930) — американский фотограф, кинорежиссёр и продюсер эпохи немого кино.
Известен фотохроникой жизни штата Колорадо в 1890-1920-е гг.
Как кинематографист работал в 1902—1907 гг. на кинокомпанию Selig Polyscope Company.

## Фильмография

### Режиссёр
- Где золотые копи брошены (1902)
- Грузовой поезд в королевском ущелье, Колорадо (1903)
- Рыба на консервном заводе (1904)
- Ищейки (фильм) (1904)

### Продюсер

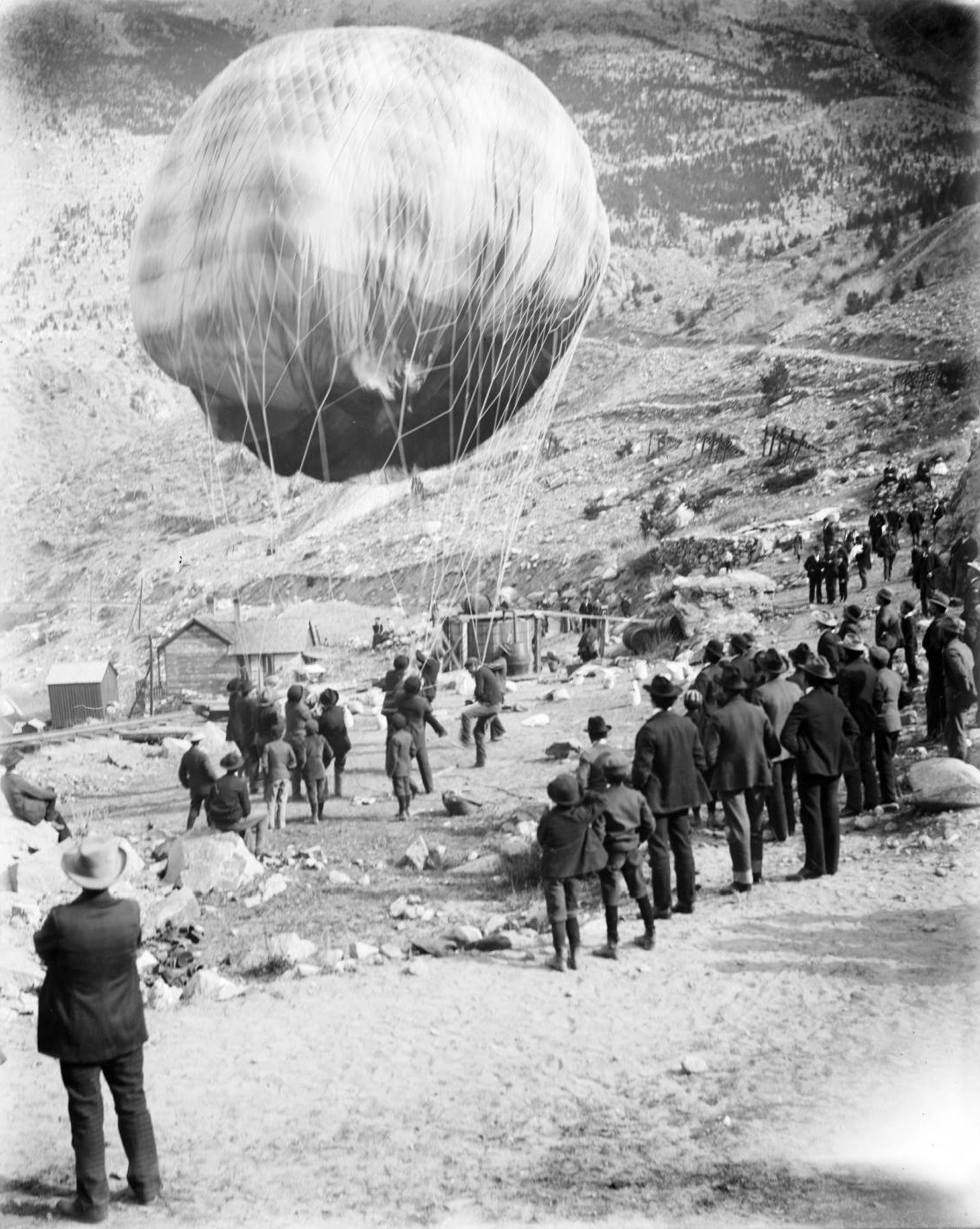
Запуск воздушного шара в Джорджтауне (Колорадо). Фото Гарри Бакуолтера (1894)

- Девочка из Монтаны (1907)